# 倪超
倪超（1907年10月2日—1996年1月12日），字卓群，安徽省阜陽縣人，畢業於同濟大學土木工程學系，是著名教育家、土木工程學家。
1935年獲得宏博獎學金赴德國留學，先於德國高速公路實習四個月後，進入德國漢諾威工業大學，1937年以《新中國鐵路網之研究》博士論文，獲得博士學位，同年因八年抗戰爆發返國。於德國留學時，認識妻子李定文教授，回國後陸續任教於同濟大學、成功大學，1971年起擔任國立成功大學校長兼中國青年反共救國團南區主任，是成大改制國立大學後之首任校長，1978年榮退。退休後長居於台灣台南市，1991年其妻李定文教授病逝，1992年創立倪李氏獎學金，1996年1月12日病逝於其推動而設立的成大醫院，總統李登輝明令褒揚以表彰其一生為國之貢獻。
2006年國立成功大學將該校土木系與環工系所共用的大地工程館改名為「卓群大樓」，以紀念倪超對該校所作的貢獻。
| 教育職務      | 教育職務                                        | 教育職務      |
| ------------- | ----------------------------------------------- | ------------- |
| 成功大學      |                                                 |               |
| 前任： 羅雲平 | 成功大學校長 第五任 1971年3月21日－1980年8月1日 | 繼任： 王唯農 |